# Altıeylül
Altıeylül là một huyện thuộc tỉnh Balıkesir, Thổ Nhĩ Kỳ., mật độ 221 người/km².